# دوزول
دوزول (به فرانسوی: Dozulé) یک کمون (فرانسه) در فرانسه است که در canton of Dozulé واقع شده‌است. دوزول ۵٫۲۳ کیلومتر مربع مساحت دارد ۲۲ متر بالاتر از سطح دریا واقع شده‌است.